# Bundesstelle für Energieeffizienz
Die Bundesstelle für Energieeffizienz (BfEE) ist eine zentrale Einrichtung der Bundesrepublik Deutschland zur Umsetzung der Richtlinie 2006/32/EG des europäischen Parlaments und des Rates vom 5. April 2006 über Endenergieeffizienz und Energiedienstleistungen (EDL-RL) und des Gesetzes über Energiedienstleistungen und andere Energieeffizienzmaßnahmen (EDL-G).

## Gründung und Organisation
Die BfEE wurde im Januar 2009 durch den Bundesminister für Wirtschaft und Technologie im Bundesamt für Wirtschaft und Ausfuhrkontrolle in Eschborn bei Frankfurt am Main eingerichtet. Sie ist in der Abteilung 5 „Energieeffizienz, Erneuerbare Energien, Besondere Ausgleichsregelung“ des BAFA in der Unterabteilung „Energieeffizienz, NAPE, MAP“ und dort im Referat 511 „Bundesstelle für Energieeffizienz, Grundsatzfragen, NAPE-Koordinierung und Kommunikationsstrategie“ angesiedelt. Die BfEE unterliegt der Rechts- und Fachaufsicht des BMWK.

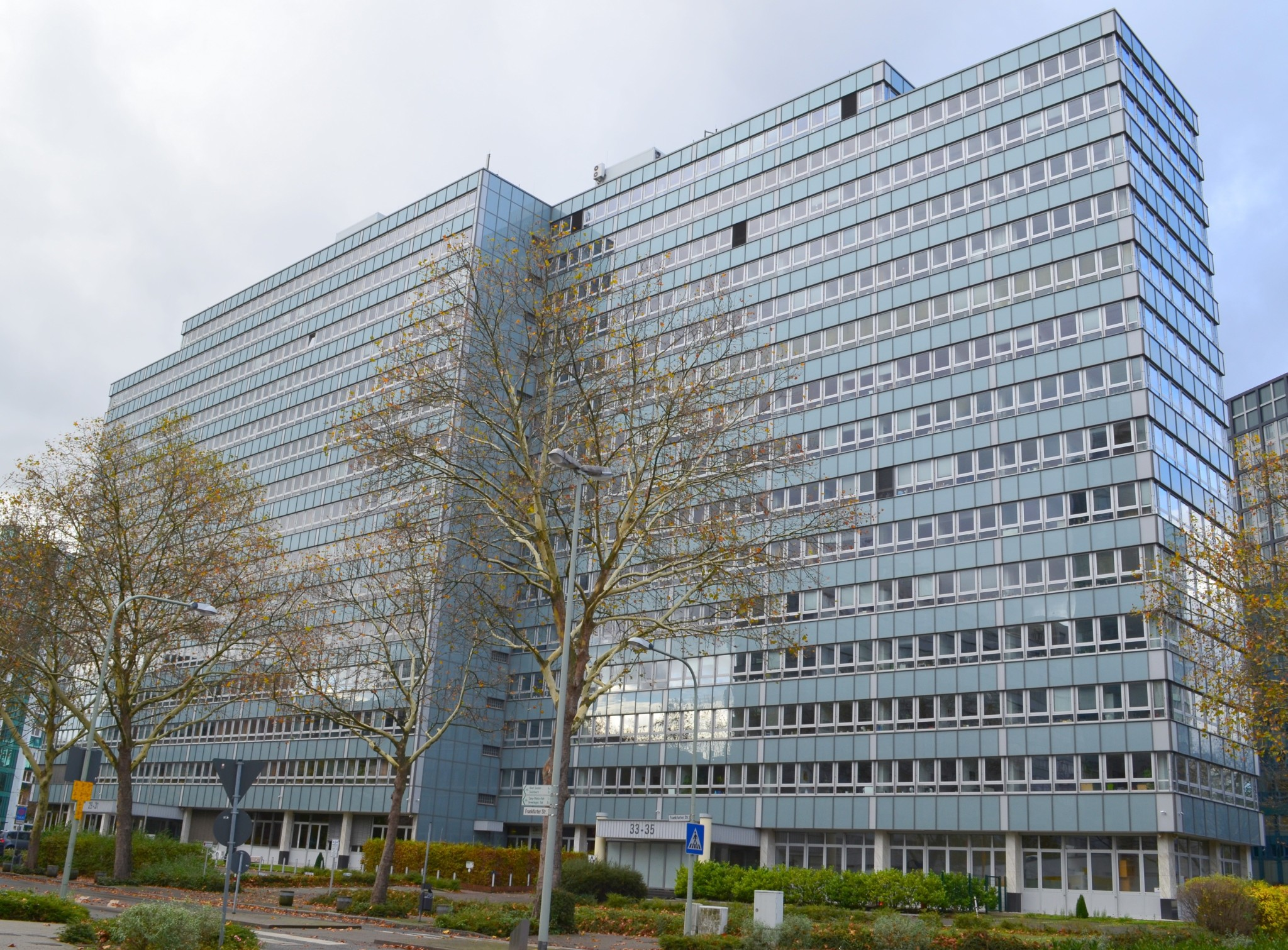
BAFA-Hauptsitz in Eschborn

## Rechtliche Grundlage
Die Richtlinie 2006/32/EG über Endenergieeffizienz und Energiedienstleistungen (EDL-RL) gibt vor, dass in jedem Mitgliedstaat eine oder mehrere Stellen benannt werden, die die Gesamtverantwortung für die Aufsicht über die Erreichung der in der Richtlinie festgelegten Ziele tragen (Art. 4 Abs. 4 EDL-RL und Art. 5 Abs. 2). In Deutschland wurde die EU-Richtlinie durch das EDL-G vom 12. November 2010 in nationales Recht umgesetzt. In § 9 des Gesetzes werden der BfEE eine Vielzahl weiterer Einzelaufgaben zugewiesen.

## Ziele
Ziel der BfEE ist es, durch verschiedene Maßnahmen die Endenergieeffizienz in Deutschland zu steigern und dazu beizutragen, den Markt für Energiedienstleistungen, Energieaudits und andere Effizienzmaßnahmen weiterzuentwickeln.
Effizienzsteigerungen sollen dabei grundsätzlich durch wirtschaftlich sinnvolle Maßnahmen beim Endkunden erreicht werden. 

## Aufgaben
Die Aufgaben der Bundesstelle für Energieeffizienz werden in § 9 Abs. 2 Nr. 1–15 EDL-G aufgelistet. Zu den Hauptaufgaben der BfEE gehören die Beobachtung und Entwicklung des Energiedienstleistungsmarkts in Deutschland, das Monitoring der erzielten Endenergieeinsparungen einschließlich Zielkontrolle, die Erstellung der nationalen Energieeffizienz-Aktionspläne für die Bundesregierung, das Führen einer Anbieterliste für Energiedienstleistungen, weitreichende Informationspflichten und die Unterstützung des Bundesministeriums für Wirtschaft und Energie (BMWi) in allen Angelegenheiten der Energieeinsparung und Energieeffizienz.
Den Kern bilden bisher:

### Marktbeobachtung, Marktbewertung und Marktaktivierung
Die BfEE beobachtet und bewertet den Energiedienstleistungsmarkt in Deutschland und erarbeitet Vorschläge zur zukünftigen Entwicklung. Hierzu gehören z. B. die zielgerichtete (Weiter) Entwicklung geeigneter Förderprogramme des Bundes, die Unterrichtung der Öffentlichkeit und der Marktteilnehmer sowie das öffentliche Führen einer Liste mit Anbietern von Energiedienstleistungen.

### Erstellung der nationalen Energieeffizienzaktionspläne (NEEAP)
Nach Art. 14 Abs. 2 EDL-RL müssen alle EU-Mitgliedstaaten der Europäischen Kommission im Rahmen ihrer Berichtspflichten nationale Energieeffizienzaktionspläne vorlegen. Diese dienen als Fortschrittskontrolle hinsichtlich der Erreichung der in der Richtlinie genannten Ziele. Der erste Aktionsplan wurde im September 2007 nach Brüssel übermittelt, der zweite im September 2011 und der dritte Aktionsplan wurde am 18. Juni 2014 veröffentlicht.

### Anbieterliste
Die BfEE führt auf der Grundlage von § 7 EDL-G eine öffentliche Anbieterliste für Energiedienstleistungen, Energieaudits und Energieeffizienzmaßnahmen, in die sich alle interessierten Anbieter eintragen können. Diese Liste fördert die Entwicklung des Marktes und die Markttransparenz für die Endverbraucher, indem sie den Anbietern von Energiedienstleistungen Gelegenheit gibt,  ihre Angebote an zentraler Stelle zu präsentieren. Endverbraucher können sich über die Suchfunktion postleitzahlenorientiert über verfügbare Angebote und die jeweiligen Anbieter informieren. Energielieferanten, die nach dem EDL-G zur Information und Beratung ihrer Endkunden verpflichtet sind, können durch Verweis auf diese Liste sowie auf die von der BfEE veröffentlichten Berichte ihrer Verpflichtung nachkommen. 

### Berechnung der nationalen Einsparrichtwerte und Monitoring
Die EDL-RL sieht für alle Mitgliedstaaten ein indikatives Energieeinsparziel von neun Prozent bis zum Jahr 2016 vor. Die BfEE berechnet nach § 9 Abs. 2 Nr. 1 EDL-G die Energieeinsparrichtwerte, die als Einsparziele erreicht werden sollen und überprüft im Rahmen eines neu aufzubauenden Monitoringsystems die Fortschritte auf dem Weg zur Zielerreichung. 

### Unterstützung des BMWK und Vertretung Deutschlands bei der Concerted Action
Die BfEE unterstützt das Bundesministerium für Wirtschaft und Klimaschutz (BMWK) in allen Angelegenheiten der Energieeinsparung und Energieeffizienz (§ 9 Abs. 2 Nr. 15 EDL-G). Darüber hinaus übernimmt sie die nationale Vertretung im Rahmen des europäischen Concerted-Action-Projekts, das dem Informationsaustausch zwischen den EU-Mitgliedstaaten und der Kommission zur Identifizierung von guten Umsetzungsbeispielen sowie der gemeinsamen Erarbeitung von Konzepten für eine erfolgreiche Umsetzung der EED dient.

### Information der Öffentlichkeit und der Marktteilnehmer
Der öffentlichen Hand kommt nach Art. 5 Absatz 1 EDL-RL bei Energieeffizienzverbesserungen eine Vorbildfunktion zu. Die BfEE unterrichtet die Öffentlichkeit über die Maßnahmen, die die öffentliche Hand auf dem Gebiet der Energieeffizienz ergreift, z. B. energieeffiziente öffentliche Beschaffung, Energiespar-Contracting oder Energieeffizienz in den Kommunen. Die BfEE vermittelt ebenso den Erfahrungsaustausch zwischen öffentlichen Stellen in Deutschland und den Mitgliedstaaten der Europäischen Union. Darüber hinaus stellt sie den Marktteilnehmern Informationen zu Energieeffizienzmechanismen und über die zur Erreichung der Energieeinsparrichtwerte festgelegten finanziellen und rechtlichen Rahmenbedingungen zur Verfügung. 
Der Information der Öffentlichkeit und der Marktteilnehmer dient auch ein auf die Umsetzung der EDL-RL in Deutschland zugeschnittenes Informationsportal der Deutschen Energie-Agentur (dena), die  EDL-Kommunikationsplattform.